# 댈러웨이 부인 (영화)
《댈러웨이 부인》(영어: Mrs Dalloway)은 1997년에 공개된 영국의 드라마 영화이다. 버지니아 울프가 1925년에 펴낸 동명 소설을 영화화하였다.

## 출연진
- 버네사 레드그레이브 - 클러리사 댈러웨이 부인 역
  - 너태샤 매컬혼 - 젊은 클러리사 역
- 마이클 키친 - 피터 월시 역
  - 앨런 콕스 - 젊은 피터 역
- 세라 버델 - 레이디 로세터 역
  - 리나 히디 - 젊은 샐리 역
- 존 스탠딩 - 리처드 댈러웨이 역
  - 로버트 포털 - 젊은 리처드 역
- 올리버 포드 데이비스 - 휴 휫브레드 역
  - 핼 크러턴든 - 젊은 휴 역
- 루퍼트 그레이브스 - 셉티머스 워런 스미스 역
- 어밀리아 불모어 - 레지아 워런 스미스 역
- 마거릿 타이잭 - 레이디 브루턴 역
- 로버트 하디 - 윌리엄 브래드쇼 경 역
- 케이티 카 - 엘리자베스 댈러웨이 역
- 설리나 커델 - 킬먼 양 역
- 어맨다 드루 - 루시 역

## 우리말 녹음
KBS 성우진 (2008년 2월 24일)
- 이선영 - 클러리사 댈러웨이(버네사 레드그레이브)
- 김세한 - 피터 월시(마이클 키친)
- 김규식 - 리처드 댈러웨이(존 스탠딩)
- 차명화 - 젊은 클러리사(너태샤 매컬혼)
- 김승준 - 젊은 피터(앨런 콕스)
- 이규화 - 셉티머스(루퍼트 그레이브스)
- 유남희 - 레지아(어밀리아 불모어)
- 정미숙 - 샐리(리나 히디)
- 황원 - 휫브레드(올리버 포드 데이비스) / 클러리사의 아버지(존 프랭클린로빈슨)
- 유민석 - 의사(로버트 하디)
- 임수아 - 핌 양(재닛 헨프리)
- 김혜미 - 브루턴(마거릿 타이잭)
- 민지 - 엘리자베스 댈러웨이(케이티 카) / 로세터(세라 버델) / 루시(어맨다 드루)
- 이광수 - 젋은 리처드(로버트 포털) / 젋은 휫브레드(핼 크러턴든) / 윌리(크리스토퍼 스테인스)